# Jan Eriksson
Jan Eriksson (24 de agosto de 1967) é um ex-futebolista sueco que atuava como zagueiro.

## Carreira
Eriksson competiu na Copa do Mundo FIFA de 1990, sediada na Itália, na qual a seleção de seu país terminou na vigésima primeira colocação dentre os 24 participantes.